# Dysdera balearica
Dysdera balearica és una espècie d'aranya araneomorfa de la família dels disdèrids (Dysderidae). Fou descrita per primera vegada l'any 1873 per Thorell. El seu nom d'espècie li ha ve donat en referència al lloc del seu descobriment, les illes Balears.
Aquesta espècie és endèmica de Mallorca (Balears). El mascle fa uns 10,4 mm i les femelles de 10,2 mm a 13,0 mm.